# معتوق (اسم)
معتوق هو اسم علم مذكر من أصل عربي، ومعناه هو من الفعل عتق، المحرر من القيد أو من العبودية والرق.

## الأصل اللغوي
إسم "معتوق"  مشتق من الفعل "عتق"  باللغة العربية ومعناه المحرر من العبودية أو القيد بشكل أعم. 

## شخصيات تحمل الاسم
- معتوق آدم الرقعي (سياسي وشاعر ليبي، 1926 – 2 أبريل 2019)

## وصلات خارجية
- موسوعة السلطان قابوس لأسماء العرب